# Seyrigina gracile
Seyrigina gracile är en stekelart som beskrevs av Jean Risbec 1952. Seyrigina gracile ingår i släktet Seyrigina och familjen puppglanssteklar.
Artens utbredningsområde är Madagaskar. Inga underarter finns listade i Catalogue of Life.